# Afromaculepta
Afromaculepta is een geslacht van kevers uit de familie bladkevers (Chrysomelidae).
De wetenschappelijke naam van het geslacht werd in 2000 gepubliceerd door Hasenkamp & Wagner.

## Soorten
- Afromaculepta klausi Hasenkamp & Wagner, 2000
- Afromaculepta namibiae Hasenkamp & Wagner, 2000
- Afromaculepta ursulae Hasenkamp & Wagner, 2000